# Lennart Ekdahl
Lars Gerhard Lennart Ekdahl (Nacka, 8 de dezembro de 1912 — Saltsjöbaden, 15 de setembro de 2005) foi um velejador sueco, medalhista olímpico. Ele competiu nos Jogos Olímpicos de Verão de 1936 na classe 6 Metre e conquistou a medalha de bronze na disputa a bordo do May Be com Sven Salén, Martin Hindorff, Torsten Lord e Dagmar Salén.